# Ripenda Kras
Ripenda Kras (olaszul: Ripenda Carso) falu Horvátországban, Isztria megyében. Közigazgatásilag Labinhoz tartozik.

## Fekvése
Az Isztria keleti részén, Labin központjától 2 km-re északkeletre az Učka-hegységben fekszik. Településrészei Bembići, Kaluševo, Maconji, Mikoti, Murati és Vicani.

## Története
Ripenda területe a 16. század végéig lakatlan volt. Betelepítése a 17. században indult meg Dalmáciából a török elől menekülő horvátokkal. Lakói főként állattartással, kis mértékben mezőgazdasággal foglalkoztak, majd a 20. század elejétől egyre többen dolgoztak a közeli bányákban és a tengerészetnél is. A településnek 1857-ben 177, 1910-ben 226 lakosa volt. Vicaniban 1907-ben horvát tannyelvű alapiskola nyílt. Az első világháború után Olaszország, a második világháború után Jugoszlávia része lett. Az olasz uralom idején itt is bányát nyitottak, melyet az 1980-as években zártak be.  A háború idején területén élénk partizán tevékenység folyt. Jugoszlávia felbomlása után 1991-ben a független Horvátország része lett. 2011-ben 124 lakosa volt.

## Nevezetességei
Szent Miklós tiszteletére szentelt temetőkápolnája egyszerű, négyszög alaprajzú, egyhajós épület.

## Lakosság
| Lakosság változása | Lakosság változása | Lakosság változása | Lakosság változása | Lakosság változása | Lakosság változása | Lakosság változása | Lakosság változása | Lakosság változása | Lakosság változása | Lakosság változása | Lakosság változása | Lakosság változása | Lakosság változása | Lakosság változása | Lakosság változása |
| ------------------ | ------------------ | ------------------ | ------------------ | ------------------ | ------------------ | ------------------ | ------------------ | ------------------ | ------------------ | ------------------ | ------------------ | ------------------ | ------------------ | ------------------ | ------------------ |
| 1857               | 1869               | 1880               | 1890               | 1900               | 1910               | 1921               | 1931               | 1948               | 1953               | 1961               | 1971               | 1981               | 1991               | 2001               | 2011               |
| 0                  | 0                  | 177                | 167                | 175                | 226                | 0                  | 0                  | 252                | 214                | 203                | 137                | 129                | 106                | 121                | 124                |